# Stolp Varso
Varso ali Varso Place je neomoderni poslovni kompleks v Varšavi na Poljskem. Zasnoval ga je podjetje Foster + Partners, razvilo pa ga je podjetje HB Reavis. Kompleks sestavljajo tri stavbe; glavna, stolp Varso, je najvišja stavba na Poljskem, najvišja stavba v Evropski uniji in šesta najvišja stavba v Evropi s 310 metri višine. Vrh je bil dosežen februarja 2021 in dokončan septembra 2022, odprtje razgledne ploščadi bilo je načrtovano za poletje 2025.

## Oblikovanje
Varso Place stoji v Woli, na vogalu ulice Chmielna in avenije Janeza Pavla II. Gradnja je potekala na parceli velikosti 1,72 ha, ki jo je leta 2011 od PKP kupilo slovaško podjetje HB Reavis za približno 171 milijonov zlotov.
Ocenjeni stroški gradnje so znašali približno 500 milijonov evrov (2,27 milijarde zlotov leta 2021). Projekt se je sprva imenoval Poslovni center Chmielna, kasneje pa se je imenoval Varso, kar se nanaša na latinsko ime za Varšavo – Varsovia.
Prvotni načrt je bil zgraditi 130 metrov visok nebotičnik. Projekt je bil kasneje revidiran in skupna višina stolpa Varso se je povečala na 310 m, vključno z zvonikom, ki krasi stavbo.
Varso Place je kompleks treh stavb: 310 m visokega glavnega stolpa (višina strehe doseže 230 m z 80-metrskim zvonikom na vrhu) in dveh stavb z višino 81 in 90 m, imenovanih Varso 1 in Varso 2. Skupna površina Varso Place je 140.000 m2, od tega je 10.300 m2 namenjenih komercialnim storitvam. Glavni stolp je zasnoval britanski arhitekturni studio Foster + Partners, za zasnovo stavb Varso 1 in Varso 2 pa je bilo odgovorno podjetje HRA Architekci.
Na višini 230 m na glavnem stolpu bo Vista Terrace postala javna razgledna ploščad s panoramskim razgledom na mesto. Restavracija in bar z imenom Skytop Restaurant & Bar bosta zasedla 46. in 48. nadstropje. Vse stavbe so med seboj povezane v pritličju, celoten kompleks pa je povezan tudi s podzemno galerijo glavne železniške postaje v Varšavi. Zvonik stolpa Varso je visok 80 metrov in tehta 53 ton.
Štiri nadstropja podzemne garaže sprejmejo približno 1100 avtomobilov, 80 motornih koles in 750 koles. Modernizacija okolice okoli ulice Chmielna je del naložbe in bo vključevala nove pločnike, ulične svetilke, klopi, stojala za kolesa in signalizacijo ter sajenje grmovnic in dreves.

## Gradnja
Glavni izvajalec je HB Reavis Construction, podjetje iz skupine HB Reavis. Gradbeno dovoljenje za Varso je bilo pridobljeno decembra 2016, gradbena dela pa so se začela istega meseca.
V začetku leta 2017 je morala gradbena ekipa premakniti transformator, ki je napajal glavno železniško postajo v Varšavi, saj je stal točno tam, kjer naj bi bil zgrajen stolp Varso. Oktobra 2017 so na gradbišču na globini 10 m izkopali 60-tonski ledeniški balvan. Izvlekli so ga s specializiranim žerjavom in nato prepeljali na Mokotówsko polje, kjer je stal poleg Narodne knjižnice. V prihodnosti ga bodo premaknili nazaj in razstavili poleg vhoda v stolp Varso.
20. februarja 2021 so zadnji del zvonika dvignili na vrh stolpa Varso, s čimer je nebotičnik dosegel polno višino 310 metrov. Stolp je bil dokončan septembra 2022.]
Stolp Varso je postal najvišja stavba v Evropski uniji, saj je presegel stolp Commerzbank v Frankfurtu v Nemčiji, ki je prej držal rekord z 259 m.

### Radijsko oddajanje
V stolpu Varso, ki je del kompleksa, je oddajnik, iz katerega se oddajajo radijske postaje. Prvi testni oddajniki so bili izvedeni med 25. in 28. julijem 2023, med katerimi sta bila predvajana Radio SuperNova (zdaj Eska2) in Radio VOX FM. Iste postaje so bile predvajane tudi v drugi fazi testiranja, ki je trajala od 24. avgusta do 24. oktobra 2023. V prvi polovici leta 2025 so iz Varsa uradno začele oddajati poljske radijske postaje (programi I, II, III in IV), Radio Time Group (Radio Eska Warszawa, Eska Rock, VOX FM, Eska2) in RMF Group (RMF Classic).